# Braza real
Braza real war ein Längenmaß in Spanien. Das Maß war in der Provinz Valencia die königliche Klafter. Es galt mindestens bis zum Jahr 1859.
- 1 Braza real = 9 Palmos (groß) = 2¼ Vara = 2,04075 Meter
- 20 Braza real = 1 Cuerda/Schnur/Kette